# Erdbeben vor Kreta 365
Das Erdbeben vor Kreta 365 n. Chr. war ein unterseeisches Erdbeben im östlichen Mittelmeer, dessen nachfolgender Tsunami im Morgengrauen des 21. Juli 365 Zerstörungen in den Küstenregionen Zentral- und Südgriechenlands, Libyens, Ägyptens, Zyperns und Siziliens anrichtete. Das Epizentrum wird heute in der Nähe Kretas angenommen. Die Stärke des Bebens dürfte bei einer Magnitude von 8 oder höher gelegen haben.
Von der Zerstörung durch den Tsunami waren insbesondere die Küsten des östlichen Mittelmeeres, das Nildelta und Alexandria betroffen, wo laut Ammianus Marcellinus tausende Menschen getötet und Schiffe bis zu zwei Meilen weit ins Landesinnere getragen wurden. Auf Kreta wurden fast alle Städte beschädigt oder zerstört. Das Beben hinterließ einen tiefen Eindruck im kollektiven Gedächtnis der spätantiken Bevölkerung. Viele der damaligen Schriftsteller bezogen sich auf dieses Ereignis.

## Geologischer Nachweis

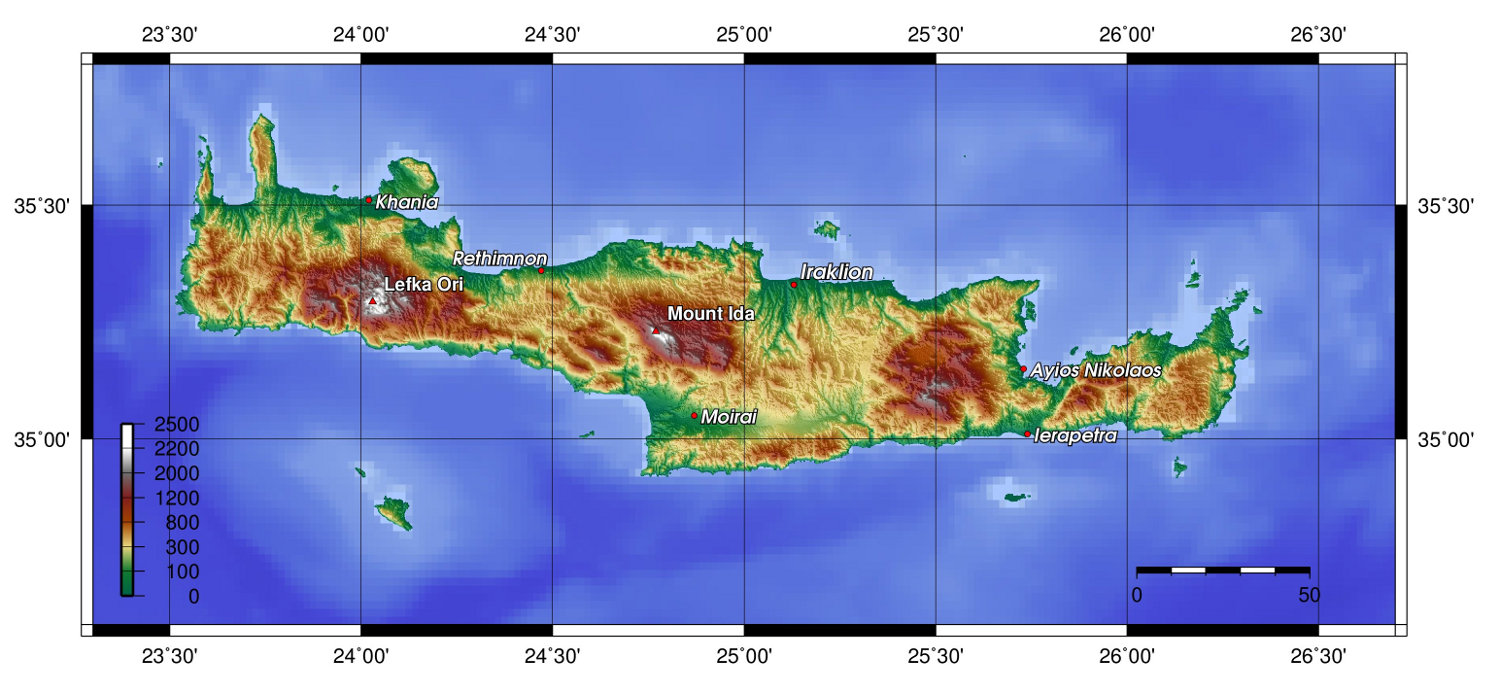
Kreta

Einige Studien sehen das Erdbeben auf Kreta von 365 n. Chr. in Zusammenhang mit einer Häufung von großen seismischen Aktivitäten im östlichen Mittelmeer zwischen dem 4. und 6. Jahrhundert nach Christus, welche vielleicht eine Reaktivierung aller größeren Plattengrenzen in der Region hervorrief. Das Erdbeben soll die Ursache für eine Anhebung der Insel Kreta um 9 Meter gewesen sein. Dies lässt auf ein geschätztes Seismisches Moment von ≈1021 Nm schließen. Ein Erdbeben solchen Ausmaßes übertrifft alle heutigen in dieser Region. Allerdings legt eine Neubewertung der Radiokohlenstoffdatierung nahe, dass die Anhebung der Insel erst später stattfand.

## Literarischer Nachweis
Historiker diskutieren weiterhin über die Frage, ob die historischen Ereignisse sich auf ein einziges katastrophales Erdbeben im Jahre 365 beziehen oder ob sie – aufgrund von Vermischungen im Laufe der Geschichte – eine Serie von Erdbeben, die sich zwischen 350 und 450 ereigneten, repräsentieren. Die Auslegungen der zeitgenössischen Schriften werden von den Deutungen späterer antiker Schriftsteller überlagert, die Naturkatastrophen als göttliche Antworten oder Warnungen auf politische oder religiöse Ereignisse beschreiben.

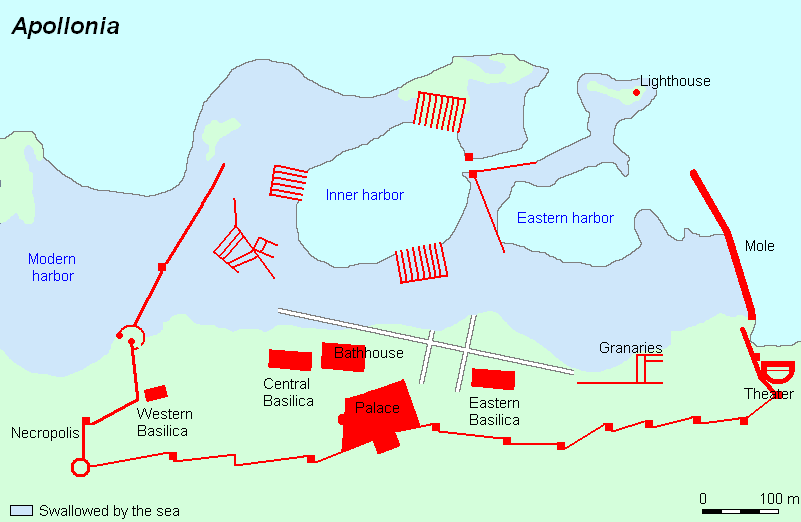
Weite Teile von Apollonia in Libyen gingen unter

Insbesondere die scharfen Gegensätze zwischen dem aufstrebenden Christentum und den traditionellen Religionen zu dieser Zeit verleiteten zeitgenössische Schreiber dazu, Nachweise zu verfälschen. So versuchten zum Beispiel der Sophist Libanios und der Kirchenhistoriker Sozomenos das Erdbeben von 365 zusammen mit anderen schwächeren Beben, abhängig vom Standpunkt, entweder als göttliche Trauer oder als Wut anlässlich des Todes des römischen Kaisers Julian zwei Jahre zuvor darzustellen. Dieser Herrscher hatte versucht, den heidnischen Glauben wiederherzustellen.
Die relativ häufigen Hinweise auf Erdbeben in einer Zeit, die sonst von einem Mangel an historischen Aufzeichnungen geprägt ist, weisen darauf hin, dass es damals eine Phase erhöhter seismischer Aktivität gab. Von Kourion auf Zypern beispielsweise ist bekannt, innerhalb von 80 Jahren von fünf starken Erdbeben heimgesucht worden zu sein, die zur dauerhaften Zerstörung der Stadt führten. Einen weiteren Anhaltspunkt für die besonders verheerende Wirkung des Erdbebens von 365 liefern die Auswertungen von Ausgrabungen, die die Zerstörungen um 365 in vielen spätantiken Siedlungen und Städten im östlichen Mittelmeerraum dokumentieren.

## Tsunami
Der römische Historiker Ammianus Marcellinus beschrieb, wie der Tsunami Alexandria und andere Orte in den frühen Stunden des 21. Juli 365 n. Chr. traf. Sein Bericht ist besonders bemerkenswert wegen der klaren Unterscheidung der drei Hauptphasen eines Tsunamis, nämlich das anfängliche Erdbeben, der plötzliche Rückzug des Meeres und die darauf folgende gigantische Flutwelle, die in das Landesinnere rollte:

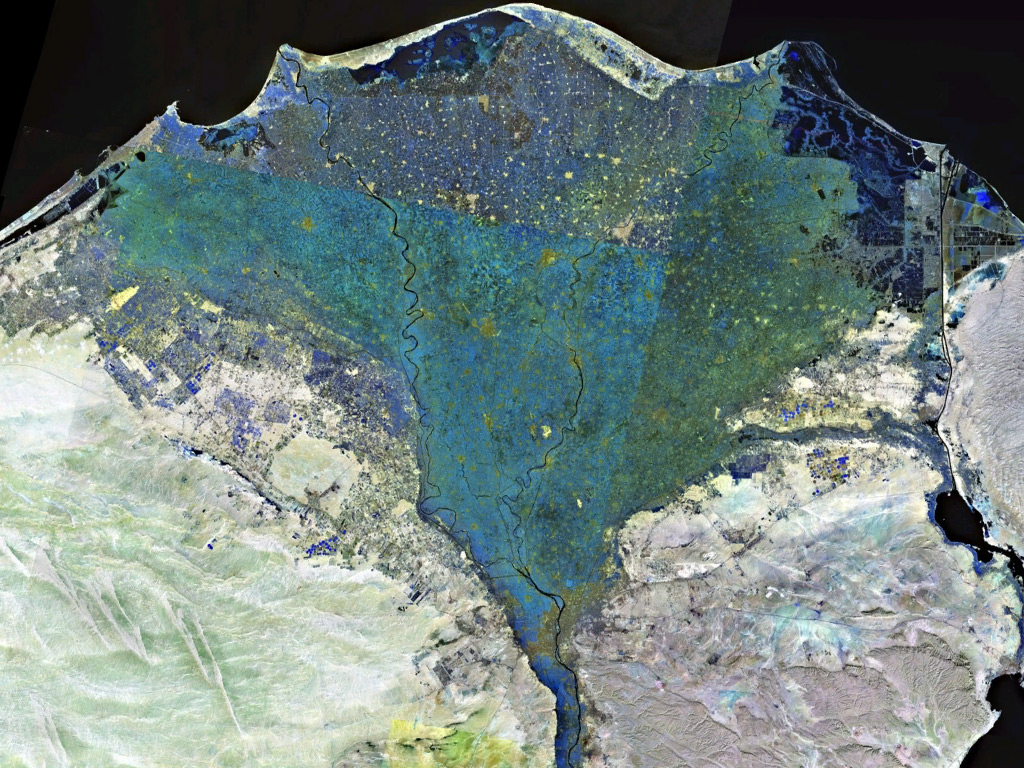
Nildelta

„... kurz nach Tagesanbruch begann plötzlich, nachdem die heftigsten Blitze und Donner Schlag auf Schlag vorangegangen {seltener Bericht eines Erdbebenlichts}, die ganze Erdfeste bis auf den Grund erschüttert, zu beben, und das Meer trat mit aufgewühlten Wellen vom Ufer zurück, so daß man auf dem entblößten Abgrund die mannigfaltigsten Geschöpfe des Meeres in dem Schlamme liegen sah, und ganze Strecken von Berg und Thal, welche die erschaffende Natur in unermeßlichen Tiefen verborgen hatte, damals, wie man wohl glauben konnte, die Strahlen der Sonne zu sehen bekamen. Zahlreiche Schiffe standen wie auf trockenem Grunde nebeneinander, und eine Menge Menschen liefen ohne Scheu in dem geringen Überreste von Wasser herum, um Fische und Aehnliches mit den Händen aufzulesen, als plötzlich die Meereswogen, wie im Zorn über diesen erzwungenen Rückzug, sich umgekehrt erhoben und durch die kochenden Untiefen über Inseln und ausgedehnte Strecken des Festlandes hereinbrachen und unzählige Gebäude in Städten und wo dergleichen standen, dem Erdboden gleich machten, ganz wie wenn unter dem wüthenden Kampf der Elemente das finstere Angesicht der Erde die wunderbarsten Erscheinungen zur Anschauung brächte. Die in einem Augenblick, – da man es am wenigsten erwartete, rückkehrende Meeresfluth begrub viele Tausende von Menschen und bei dem ungestümen Rückzuge der Wogen waren, wie sich hernach zeigte, als die Aufregung des feuchten Elements sich gelegt hatte, eine Menge Schiffe zu Grunde gegangen, und die Leichname der Schiffbrüchigen trieben, mit dem Gesicht auf- oder abwärts, auf der Oberfläche herum. Schiffe von gewaltiger Größe waren von dem reißenden Sturm hinausgerissen worden, und saßen jetzt auf der Höhe von Häusern, wie das namentlich zu Alexandrien geschah: einige wurden bis auf 200 Schritte landeinwärts vom Ufer geschleudert ...“

Der Tsunami von 365 n. Chr. war so vernichtend, dass man sich noch am Ende des 6. Jahrhunderts in Alexandria am Jahrestag der Katastrophe an den „Tag des Schreckens“ zurückerinnerte. Die Zerstörungen erreichten aber auch deutlich weiter westlich entfernte Küstenstädte der afrikanischen Küste, wie z. B. Neapolis im heutigen Tunesien, das schwer zerstört wurde, wie Unterwasserarchäologen 2017 feststellen konnten.

## Galerie
Sichtbare Spuren des Erdbebens der Antike überdauerten bis heute.

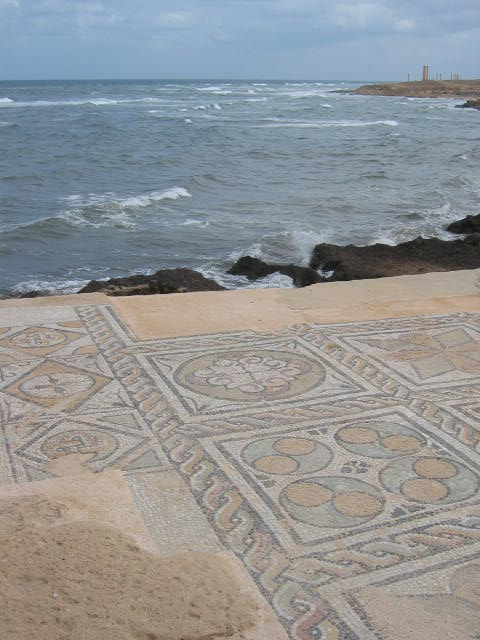
Bis an die Bäder von Sabrata vorgeschobene Meeresküste
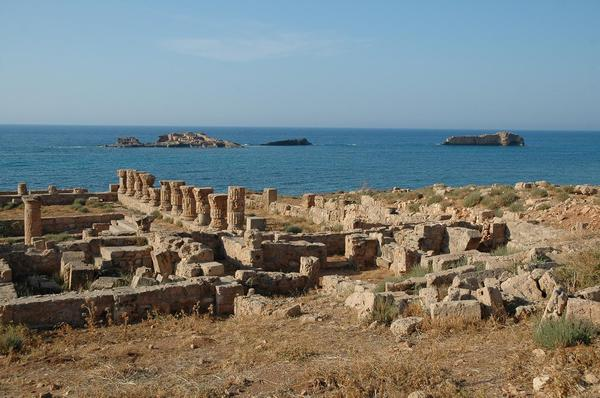
Untergegangener Hafen von Apollonia